# Menno van Coehoorn
Menno, Baró van Coehoorn (març 1641 – 17 març 1704) va ser un soldat i enginyer holandès, considerat com una de les figures més significatives de la història militar holandesa.
En una època en què la guerra de setge dominava les campanyes militars, ell i el seu homòleg francès Vauban eren els experts reconeguts en el disseny, la presa i la defensa de fortificacions. Tanmateix, a diferència de Vauban, Van Coehoorn tenia recursos econòmics limitats. Va mostrar una gran habilitat per maximitzar-los, alhora que s'adaptava als reptes específics que plantejava el terreny pla als Països Baixos.
També es considera més innovador en el disseny i l'extensió de les seves fortificacions, que incloïen ports, vies navegables, carreteres i fins i tot traçats de ciutats. Algunes de les seves defenses i dissenys encara s'estaven utilitzant a la dècada de 1950.

## Vida
Van Coehoorn va néixer a Britsum el març de 1641, un dels sis fills de Goosewijn van Coehoorn i Aaltje van Hinckena, propietaris de la finca Lettinga, prop de Leeuwarden, a la província holandesa de Frísia. Goosewijn era un oficial d'un regiment de Frisia de l'Exèrcit dels Estats Holandesos i un membre de la petita noblesa. La família procedia originàriament de Kühhornshof (Alemanya), prop de Frankfurt; el 1572, el seu besavi es va unir a l'exèrcit de Guillem el Silenciós, líder de la revolta holandesa.
Van Coehoorn es va educar a casa amb els seus germans i va mostrar una aptitud per a les matemàtiques i el dibuix militar. Més tard va assistir a la Universitat de Franeker, on va ser supervisat pel seu oncle Bernardus Fullenius (1602-1657), professor de matemàtiques i entrenador d'agrimensors.
Va tenir quatre fills supervivents del seu primer matrimoni amb Magdalena van Scheltinga el 1678: Goosewijn (1678-1737), Gertruda (1679-1757), Hendrik (1683-1756) i Amalia (1683-1708). Després de la seva mort el 1683, es va casar amb Truytje van Wigara (dates desconegudes); va morir el 17 de març de 1704 i va ser enterrat a Wijckel.

## Carrera militar

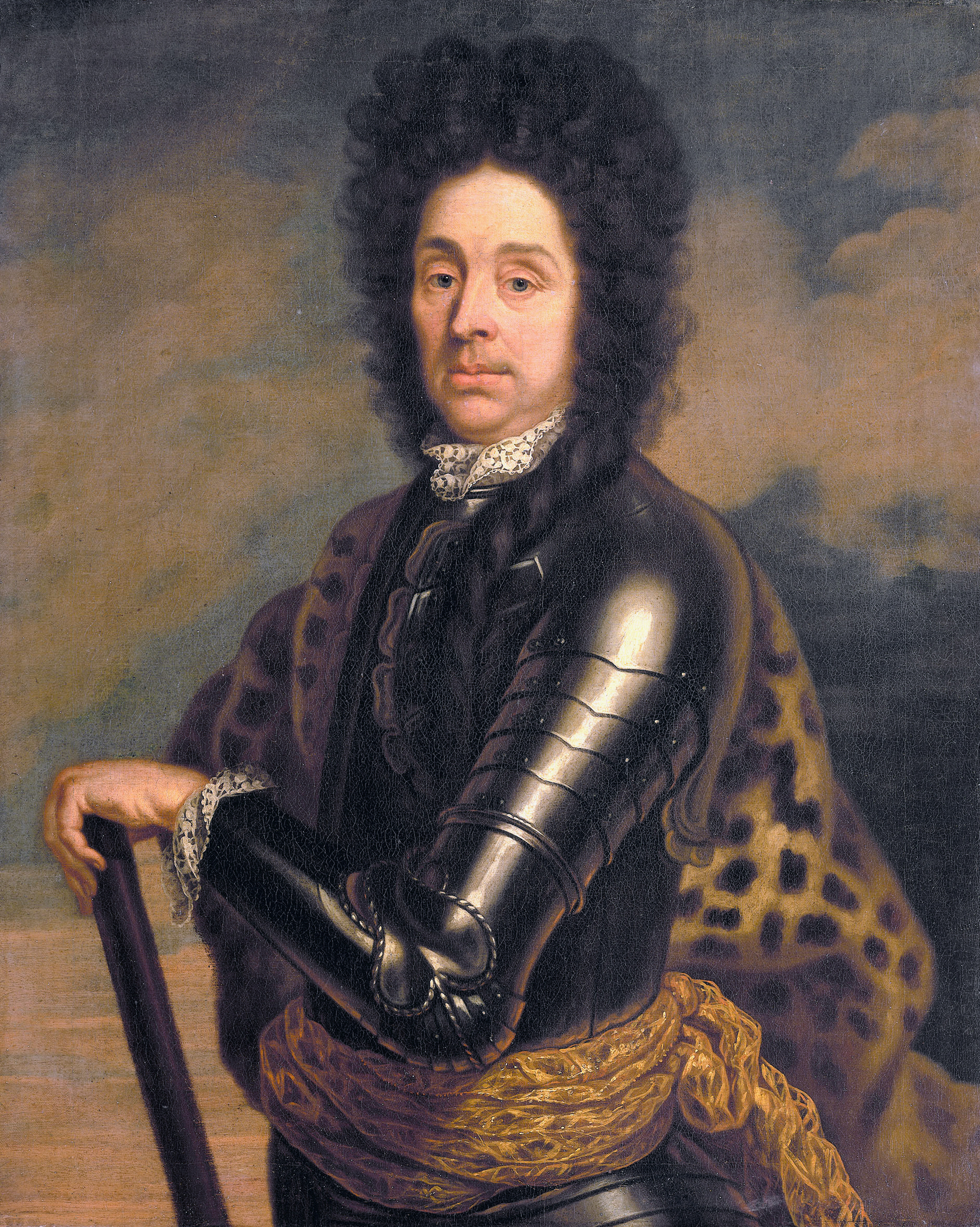
Menno, Baró van Coehoorn per Caspar Netscher

El 1657, va ser comissionat com a tinent en la companyia del seu pare, part de la guarnició permanent de Maastricht. Promogut capità l'octubre de 1660, Van Coehoorn va veure l'acció per primera vegada el 1665 durant la Segona Guerra Anglo-Holandesa, quan va ajudar a rebutjar una invasió, finançada pels anglesos, del bisbe de Munster. Durant la guerra franco-holandesa de 1672 a 1678, va ser ferit a la defensa de Maastricht el 1673, després va lluitar a Grave i Seneffe el 1674. Promogut a major just abans de la Batalla de Cassel el 1677, va ser tinent coronel quan va acabar la guerra.
Als Països Baixos, el 1672 encara es coneix com el Rampjaar o Any del desastre. La ràpida caiguda de les principals fortaleses com Nimega i Fort Crèvecœur prop de 's-Hertogenbosch va demostrar la vulnerabilitat de la República i l'obsolescència de les seves defenses. Això va provocar un intens debat en dos àmbits; primer, on localitzar els punts forts; i segon, com dissenyar fortificacions adequades al terreny pla dels Països Baixos.

## Principis de disseny
Van Coehoorn va exposar les seves idees en un debat públic sobre el disseny d'una nova fortalesa a Coevorden amb el capità Louis Paen, un oficial del mateix regiment, que havia elaborat un manual d'instrucció militar holandès que havia rebut molt bones crítiques el 1679. El 1682, Van Coehoorn va publicar Versterckinge des Vijfhoeks met al syne buytenwerken o Fortificació del Pentàgon i totes les seves obres exteriors; aquest va ser seguit el 1685 pel que segueix sent la seva obra més coneguda, Nieuwe Vestingbouw op een natte of lage horisont o Construcció de noves fortificacions en un horitzó humit o baix.
Pocs estats podien permetre's un gran exèrcit permanent, de manera que les fortificacions permanents estaven destinades a frenar a un oponent, donant temps per mobilitzar les reserves. El 1672, els holandesos van ser gairebé desbordats a causa de la velocitat amb què els francesos van capturar fortaleses com Nimega i només van salvar-se activant la línia d'aigua holandesa, una sèrie de zones inundables que convertien la província d'Holanda en una illa. Van Coehoorn va acceptar el terreny pla dels Països Baixos i l'enorme cost de construcció va fer que una defensa eficaç no pogués confiar només en les fortificacions. Els seus dissenys incloïen aquests principis clau;
Defensa activa; els defensors haurien d'interrompre constantment els assetjadors, en lloc de simplement seure darrere dels seus murs. Això significava proporcionar àrees obertes dins de les fortificacions per reunir una força de contraatac.
Múltiples línies de defensa; la pràctica existent de defensa total significava que una bretxa en una àrea sovint portava a la rendició ràpida de tota la posició. En canvi, Van Coehoorn va crear múltiples zones de defensa "interiors" i "exteriors" que van canalitzar els atacants a través de successives "zones de mort" de foc de flanqueig; Disparat des de reductes espitllerats protegint les places d'armes, de faussebrayes fetes de terra i amb flancs llargs i còncaus de doble bastió. Aquestes obres eren ocultades a la vista de l'enemic pels seus perfils baixos i, en el cas dels flancs, per orellons estrets i en forma de torres de maçoneria sòlida;
Negació del terreny; va protegir les seves obres excavant rangs alternatius de fossats humits i secs. Els fossats secs i els camins coberts es van excavar fins a uns quants centímetres de la capa freàtica, si els assetjadors excavaven trinxeres per fer mines sota el fossat, aviat s'inundarien.
Van Coehoorn va argumentar que l'alt nivell freàtic comú als Països Baixos negava el perill que suposava l'excavació de mines i, per tant, només necessitava dos terços dels materials necessaris per construir a fortificacions similars a les franceses. L'aigua era una altra característica de la seva obra; encara que es va acabar anys després de la seva mort, va dissenyar la Zuider Waterlinie entre Sluis i Nijmegen. La seva recomanació d'una barrera defensiva a l'est, utilitzant l'IJssel i la part holandesa del Baix Rin, va formar la base d'una línia de defensa de l'OTAN construïda als anys 50

## Namur, els setges de 1692 i 1695

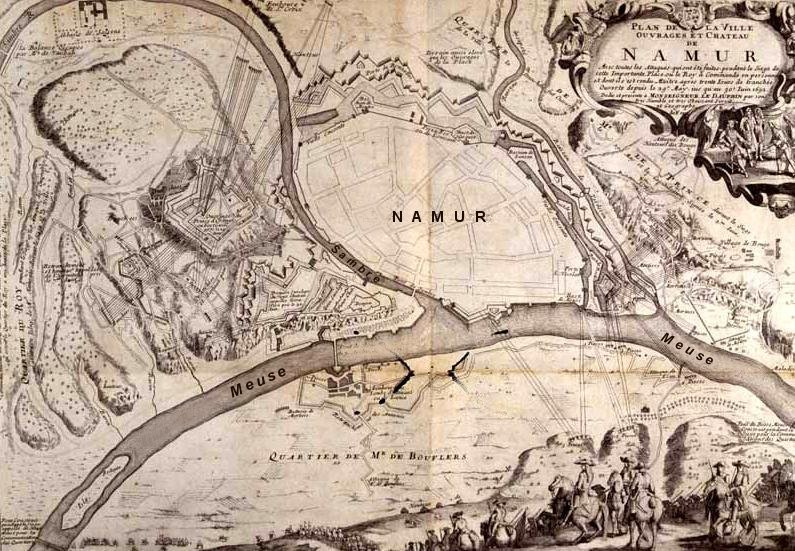
Setge de Namur. 1692

Les seves idees van romandre sense provar fins a la Guerra dels Nou Anys de 1688-1697, les tàctiques de la qual van posar gran èmfasi en la guerra de maniobres i setges. Va estar present a la presa de Kaiserswerth i Bonn el 1690; el seu paper no és clar, però Frederic I li va oferir un lloc com a general de comandament a l'exèrcit prussià, cosa que ell va rebutjar.
Van Coehoorn finalment va poder implementar les seves idees quan va ser nomenat comandant de Namur el 1691. Namur estava dividida entre la "Ciutat", a la riba plana del nord del riu Sambre, i la "Ciutadella" a un terreny alt al sud controlant l'accés a els rius Sambre i Mosa. Va reforçar la Ciutadella amb noves obres exteriors a Fort William i La Casotte, però no va tenir temps de fer el mateix per a la zona de la ciutat. La guarnició de 5.000 tropes espanyoles era massa petita per a una defensa activa, mentre que molts estaven mal entrenats i motivats.

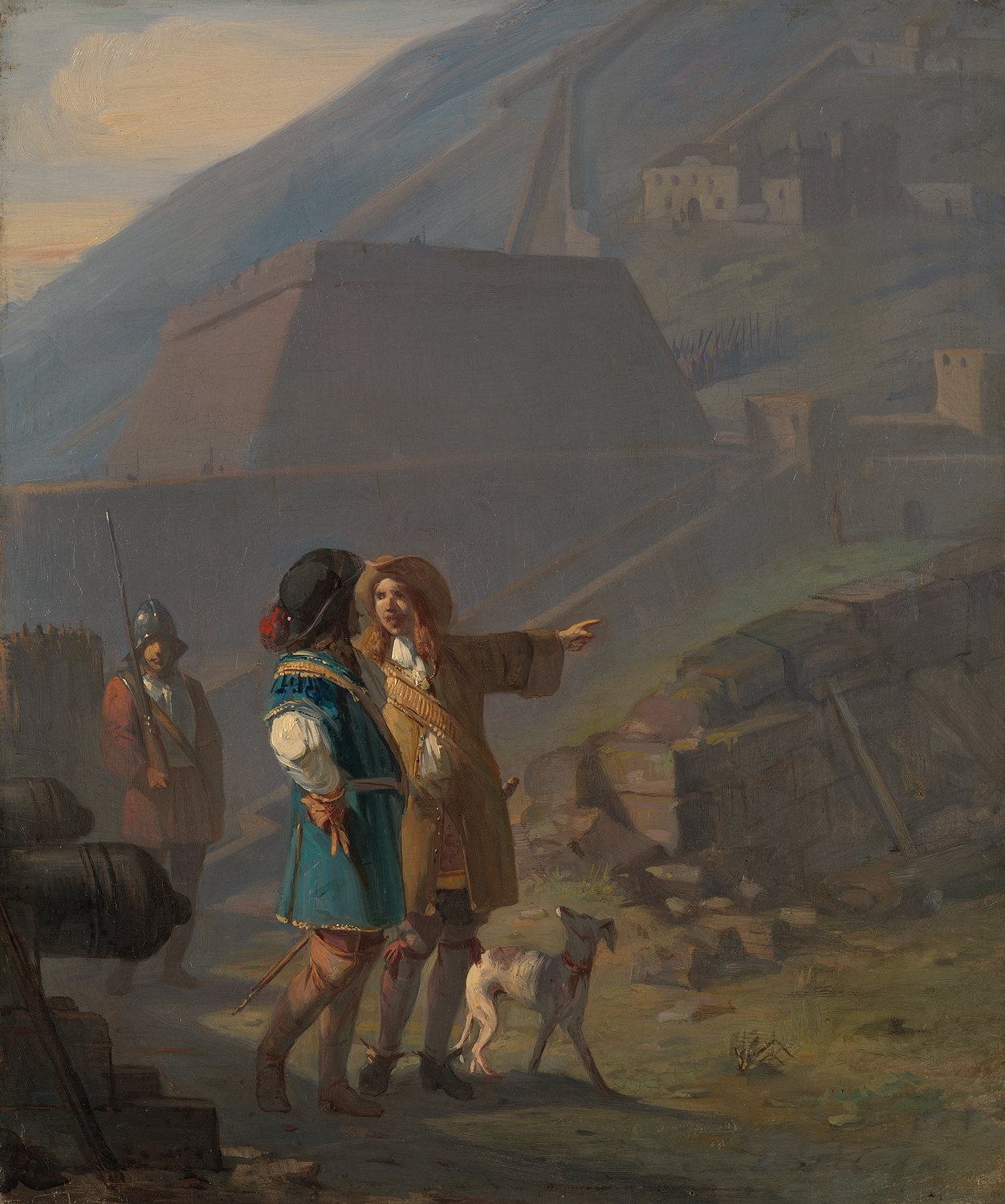
1692. Menno van Coehoorn guia Vauban al voltant de les fortificacions de Namur

En el setge de Namur de 1692, la ciutat va caure en menys de cinc dies, però la Ciutadella i els seus 500 defensors holandesos van aguantar fins al 30 de juny. Això es va deure en gran part als termes negociats quan Van Coehoorn va rendir la Ciutat; va acceptar no disparar contra la Ciutat des de la Ciutadella, a canvi que els francesos no ataquessin des d'aquesta direcció. Com va assenyalar Vauban, això el va fer gairebé inexpugnable.
En qualsevol cas, la defensa va ser un assoliment important i Guillem III el va convertir en major general i comandant de la vital ciutat de Lieja. També va supervisar la construcció de noves defenses a Huy, que els holandesos van perdre el juliol de 1693, i després van recuperar el setembre de 1694.

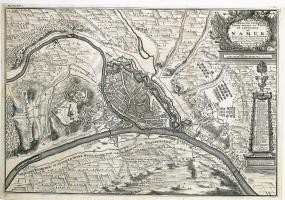
Setge de Namur. 1695

El focus de la campanya aliada de 1695 va ser el segon setge de Namur. Les fortificacions havien estat reforçades per Vauban, mentre que el Mariscal Boufflers tenia una guarnició de 13.000 homes. Van Coehoorn va ser encarregat de les operacions de setge i ràpidament va capturar la ciutat exterior; a mitjans d'agost, la Ciutadella es va mantenir en gran part intacta i Guillem es va impacientar. Es va establir una bateria
de 200 canons i el 21 d'agost va començar un bombardeig continu de 24 hores de les defenses inferiors de la Ciutadella; Els assalts a les bretxes resultants van ser extremadament sagnants, incloent 3.000 baixes en tres hores el 30 d'agost, però els defensors es van rendir el 4 de setembre.

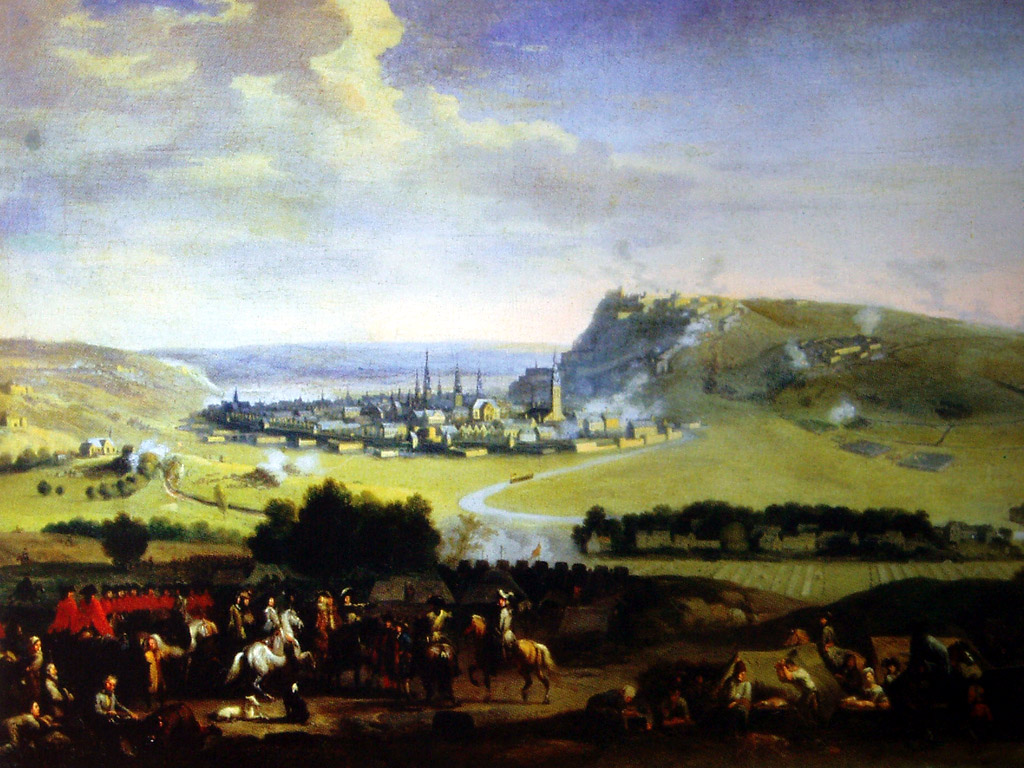
Setge de Namur. 1695

Els dos setges de Namur van ser els esdeveniments clau de la Guerra dels Nou Anys a Flandes i van fer la reputació de Van Coehoorn. Nieuwe Vestingbouw va ser traduït a l'anglès, francès i alemany, entre d'altres, i es va reimprimir regularment, mentre que les seves idees van ser àmpliament utilitzades en altres llocs, com Mannheim, Belgrad i Temesvar. Irònicament, la defensa de Namur per part de Boufflers va ser el millor exemple dels principis defensius de Van Coehoorn. Va demostrar que es podia guanyar efectivament una campanya perdent una fortalesa però esgotant la força assetjadora. Boufflers va dur a terme una defensa activa clàssica i va disputar tots els avenços com va poder.
Una innovació que sovint es passava per alt tant per Vauban com per Van Coehoorn va ser concentrar tota la seva artilleria en punts específics, en lloc de la pràctica anterior d'orientar-la en múltiples àrees. Les defenses aclaparadores amb una gran potència de foc es van conèixer com el 'mètode Van Coehoorn'; Vauban preferia un enfocament més gradual, resumit com "més pólvora, menys sang". Tots dos tenien els seus partidaris; la compensació era el temps, una consideració important quan molts més soldats morien més per malalties que per combat.

## Darrers anys

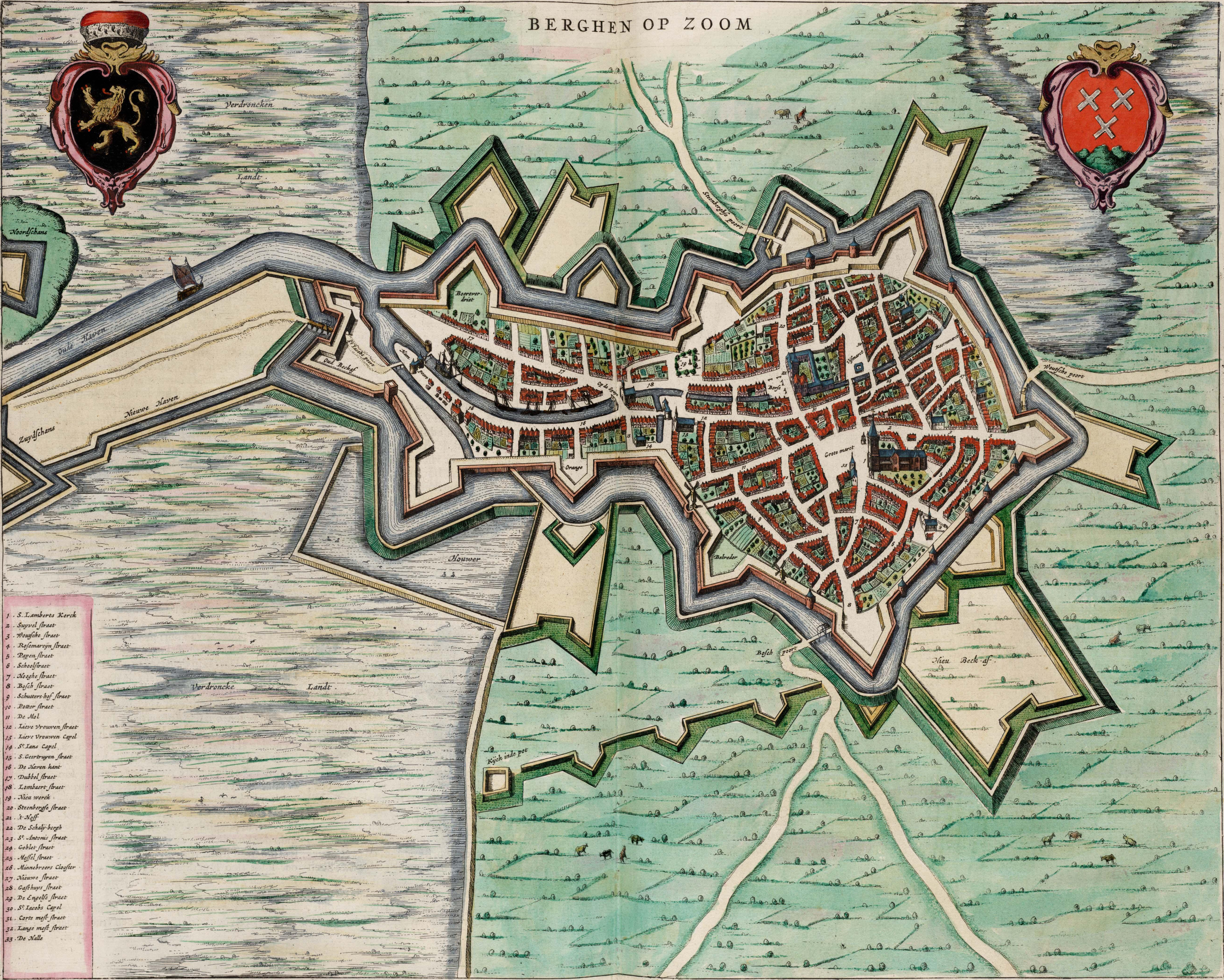
Bergen op Zoom després de les renovacions de Van Coehoorn; noteu el desviament de l'Escalda.

En reconeixement del seus serveis, Van Coehoorn va ser ascendit a Tinent General i nomenat Ingenieur General der Fortificatiën i General d'Artilleria. El seu germà Gideon el va substituir com a coronel del Regiment Nassau de Frísia, mentre que el mateix Van Coehoorn es va traslladar a un regiment d'Holanda; això va augmentar la seva influència, ja que ara informaria a Guillem III, més que a l'stadholder frisó Hendrik Casimir.
El Tractat de Ryswick de 1697 va permetre als holandesos instal·lar guarnicions a ciutats dels Països Baixos espanyols, com Nieuwpoort, Charleroi, Luxemburg, Mons i Namur. Això va crear una zona d'amortiment, o de defensa en profunditat, més tard formalitzada en el Tractats de la Barrera de 1715. Van Coehoorn va rebre la responsabilitat de les fortificacions de la República Holandesa; un dels seus punts forts va ser adaptar-se per adaptar les fortificacions a llocs individuals i minimitzar els costos, habilitats essencials ja que els holandesos no tenien fons suficients recursos per a totes les reparacions i addicions necessàries.
Nijmegen i Bergen op Zoom es van prioritzar per a les millorar les fortificacions, tot i que ambdues estaven incompletes quan va esclatar la Guerra de Successió. Van Coehoorn va ser nomenat governador de Sluis i comandant militar del Flandes zelandès. Els exèrcits de la Guerra dels Nou Anys superaven sovint els 100.000 homes, massa grans per a les societats preindustrials que els donaven suport; Marlborough, comandant aliat als Països Baixos, va argumentar que una batalla era més beneficiosa que prendre 12 fortaleses.

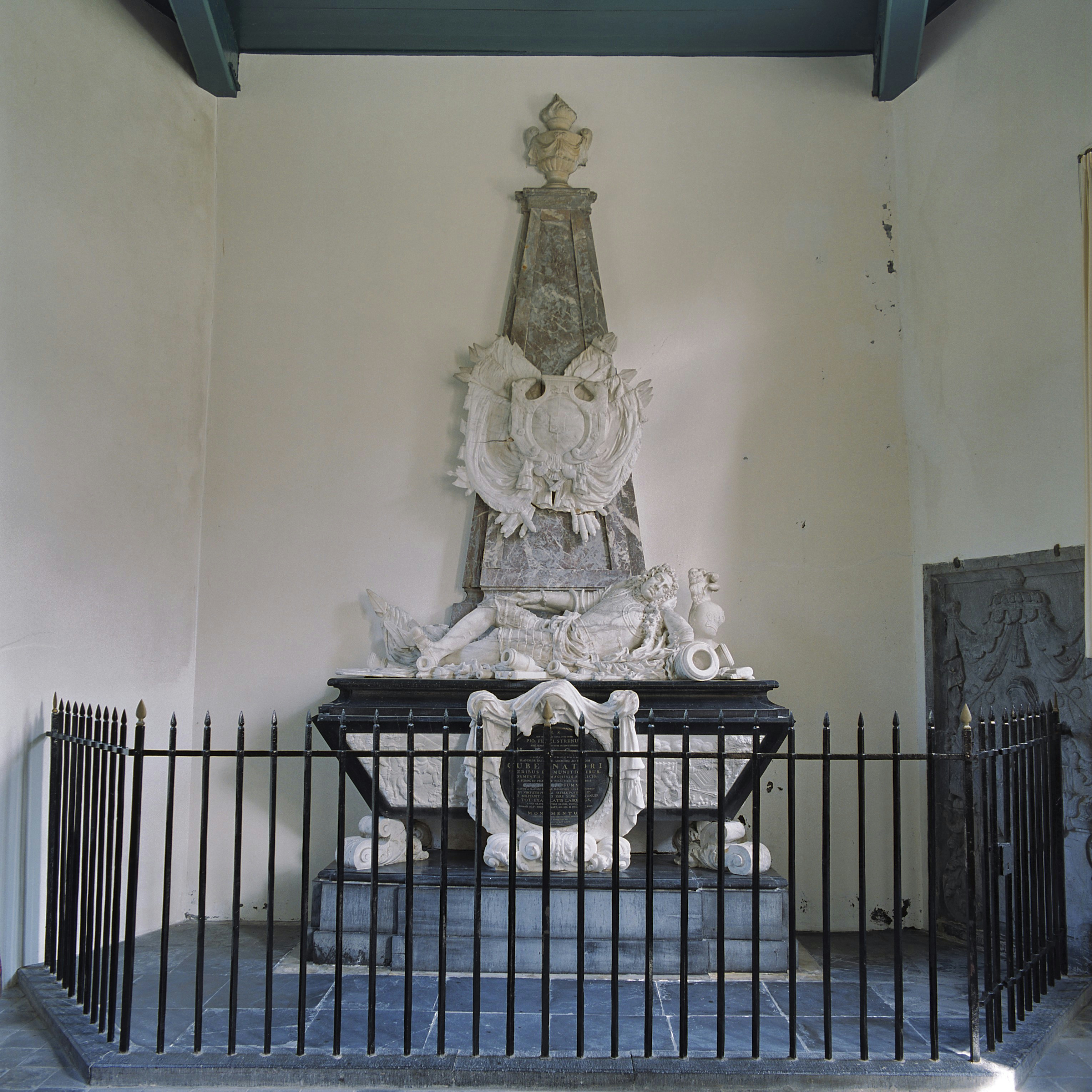
Monument funerari de Menno van Coehoorn

Encara que Van Coehoorn va estar-hi d'acord, els holandesos van sobreviure a un segle de guerra gairebé constant mantenint el seu exèrcit unit; perdre una batalla els podria fer perdre la guerra, i consideraven que l'enfocament de Marlborough era innecessàriament arriscat. En canvi, van passar els anys 1702 i 1703 prenent ciutats com Venlo i Roermond a la moderna província holandesa de Limburg, així com Lieja, Bonn i Huy. L'estratègia es va veure afectada per objectius conflictius, entre Anglaterra i la República i també els Estats Generals. Els Estats d'Holanda es van oposar a l'ofensiva de 1703 contra Ostende i Anvers, ja que potencialment amenaçava el monopoli d'Amsterdam sobre el comerç del riu Escalda. En la confusió, un exèrcit holandès va ser envoltat per una força francesa varies vegades la seva mida a Ekeren el 30 de juny, i només va escapar de la desfeta pels pèls.
Amb raó o sense, Van Coehoorn en va ser culpat; era un personatge difícil i la mort de Guillem I el va privar del seu patrocinador més poderós. Les campanyes de 1702 i 1703 van exposar les seves limitacions com a oficial de camp i van provocar crítiques per part de Marlborough i els seus col·legues holandesos.
Estava considerant una oferta per servir amb l'exèrcit de Savoia quan va morir el 17 de març de 1704 a La Haia, assistint a una conferència amb Marlborough. Els Estats de Frisia van pagar un monument sobre la seva tomba a Wijckel.